# Тухобићи
Тухобићи су насељено место у Босни и Херцеговини у општини Коњиц у Херцеговачко-неретванском кантону које административно припада Федерацији Босне и Херцеговине. Према попису становништва из 1991. у насељу је живјело 146 становника.

## Географија
Насеље се налази северно од Коњица.
По последњем службеном попису становништва из 1991. године, у насељу Тухобићи живело је 146 становника. Становници су претежно били Муслимани.

## Становништво
| Националност | 1991.        | 1981. | 1971. |
| Муслимани    | 134 (91,78%) |       |       |
| Хрвати       | 12 (8,22%)   |       |       |
| Укупно       | 146          |       |       |